# Năm Vật lý Địa cầu Quốc tế
Năm Vật lý Địa cầu Quốc tế 1957-58 viết tắt là IGY (tiếng Anh: International Geophysical Year; tiếng Pháp: Année géophysique internationale) là một dự án khoa học quốc tế kéo dài từ 1 tháng 7 năm 1957, đến ngày 31 tháng 12 năm 1958. Nó đánh dấu sự kết thúc của một thời gian dài trong chiến tranh lạnh khi trao đổi khoa học giữa Đông và Tây đã bị gián đoạn nghiêm trọng.
Sau khi Joseph Stalin chết vào năm 1953, có sự mở đường cho kỷ nguyên mới của hợp tác. Dự án IGY có sự tham gia của 67 quốc gia, mặc dù có một ngoại lệ đáng chú ý là Trung Quốc đại lục vắng mặt để phản đối sự tham gia của Trung Hoa Dân Quốc (Đài Loan).
Đông và Tây đã nhất trí đề cử Marcel Nicolet người Bỉ là tổng thư ký của tổ chức liên hiệp quốc tế này.

## Hoạt động
IGY bao trùm mười một ngành khoa học Trái Đất: hừng đông và bức xạ tầng cao (airglow), tia vũ trụ, địa từ trường, trọng lực, vật lý tầng điện ly, xác định kinh độ và vĩ độ (lập bản đồ chính xác), khí tượng, hải dương học, địa chấn học, và các hoạt động của mặt trời.
Thời gian của IGY được chọn đặc biệt thích hợp cho nghiên cứu các hiện tượng này, là thời kỳ đỉnh của chu kỳ mặt trời 19 (solar cycle 19).
Cả Liên Xô và Mỹ đều đưa ra các vệ tinh nhân tạo cho sự kiện này; Sputnik 1 của Liên Xô, được phóng vào ngày 04 tháng 10 năm 1957, là vệ tinh nhân tạo đầu tiên thành công. Những thành tựu đáng kể khác của IGY bao gồm việc khám phá ra vành đai bức xạ Van Allen và những khám phá của rặng núi ngầm giữa đại dương, một xác nhận quan trọng về các mảng kiến tạo. Ngoài ra phát hiện là sự xuất hiện hiếm hoi của bức xạ mặt trời corpuscular cứng có thể được đánh giá cao nguy hiểm cho chuyến bay vũ trụ có người lái.

## Các nước tham gia
Danh sách Các nước tham gia 
| - Argentina - Úc - Áo - Bỉ - Bolivia - Brasil - Bulgaria - Burma (Myanmar) - Canada - Ceylon (Sri Lanka) - Chile - Colombia - Cuba - Czechoslovakia - Đan Mạch - Cộng hòa Dominica - Tây Phi (Hiện là Kenya, Tanzania và Uganda) - Ecuador - Ai Cập - Ethiopia - Phần Lan - Pháp | - Đông Đức - Tây Đức - Ghana - Hy Lạp - Guatemala - Hungary - Iceland - Ấn Độ - Indonesia - Iran - Ireland - Israel - Ý - Nhật Bản - Malaya - México - Mông Cổ - Maroc - Hà Lan - New Zealand - CHDCND Triều Tiên - Na Uy - Pakistan | - Panama - Perú - Philippines - Ba Lan - Bồ Đào Nha - Rhodesia and Nyasaland - România - Nam Phi - Tây Ban Nha - Thụy Điển - Thụy Sĩ - Trung Hoa-Đài Loan - Thái Lan - Tunisia - Liên Xô - Anh Quốc - Hoa Kỳ - Uruguay - Venezuela - North Vietnam - South Vietnam - Nam Tư |